# Bernard Duvert
 (avril 2021).
Si vous disposez d'ouvrages ou d'articles de référence ou si vous connaissez des sites web de qualité traitant du thème abordé ici, merci de compléter l'article en donnant les références utiles à sa vérifiabilité et en les liant à la section « Notes et références ».
Pour les articles homonymes, voir Duvert.
Bernard Duvert, né le 2 juin 1951 à Paris (19e arrondissement) et mort le 2 août 2022 à Toulouse, est un écrivain, poète, dramaturge, peintre et prêtre français.

## Biographie
Bernard Duvert suit le début de sa scolarité à l’école de Belleville (Paris), quartier où il habite avec ses parents et sa sœur aînée. Il découvre très jeune sa vocation sacerdotale, mais également artistique. Il possède des origines slaves par son grand-père maternel, né à Saint-Pétersbourg et par son arrière-grand-mère polonaise. Son père, originaire de la Corrèze, est régisseur-électricien au Théâtre des Folies Bergère, au Théâtre de l'Œuvre et au Théâtre de l’Atelier. Dans les années 1950, Bernard Duvert fréquentera les milieux de la peinture, grâce à un cousin peintre Edmond Missa (École de Paris), fils du compositeur et organiste Edmond Missa, auprès duquel il fera ses premiers pas dans la peinture.
En 1962, il entre comme Petit Chanteur à la Maîtrise de Notre-Dame de Paris, où il reçoit également une formation musicale par l’organiste Pierre Cochereau, alors titulaire des Grandes Orgues de la cathédrale Notre-Dame de Paris.
En 1970, il rencontre lors de sa toute première exposition d’aquarelles à Béduer dans le Lot, Madame Jean Voilier qui remarquera ses talents. C’est le président Georges Pompidou, résidant tout près à Cajarc qui les fera connaître. Ainsi, celle qui fut l’égérie de Paul Valéry, deviendra sa marraine au cours de ses années de séminaire à Paray-le-Monial et à Cortone (Italie) de 1971 à 1975. Le Palais Episcopal de Cortone en Italie organise en 1975 une exposition consacrée à son travail sur papier de sa période figurative.
Il tente alors de concilier sa passion pour la peinture avec son engagement religieux, mais il comprendra à terme la difficile harmonisation entre un esprit indépendant et la règle. En 1979, à la suite de son ordination sacerdotale, il prend conscience de sa liberté d’être, en se définissant comme « catho-libre ». Comme prêtre et peintre, il se rendra disponible auprès du monde des artistes et notamment en 1979 au Théâtre du Capitole à Toulouse  auprès de Michel Plasson.
Les années 1980 voient l’éclosion d’un style pictural figuratif caractérisé par des visions critiques de scènes religieuses, amorçant lentement son appartenance au mouvement Expressionniste.
En 1989, il fera une rencontre déterminante avec le peintre expressionniste suédois Bengt Lindström, inaugurant avec la peinture à l’huile une forme d’expression critico-religieuse. Plusieurs expositions s’ensuivront marquant des lignes de recherche entre l’expressionnisme Lindströmien et une peinture qui deviendra de moins en moins figurative. Il gardera de Linsdtröm l’esprit de la matière par de larges couches épaisses et une gestuelle rapide. 
En 1991, Yann Arthus-Bertrand photographie l’ensemble de ses toiles vues du ciel.
En 1992, la Ville de Paris fait l’acquisition de l’une de ses toiles, caractéristique d’une courte période de l’abstraction symboliste.
Dans les années 90, ruptures et recherches donnent naissance à un style iconoclaste de plus en plus caractéristique, notamment par le choix de supports en bois, renouant avec l’art médiéval du Retable. Il réalise en 1994, à la suite d'une commande, un grand retable sur le thème du baptême pour l’église de Tour-de-Faure (Lot).
Son bref passage à Marseille en 1996 inaugure sa nouvelle forme d’écriture picturale inspirée par l’observation des alignements de cyprès en Provence.
En 1997, après son retour à Paris, Jean de Bengy, Inspecteur de la Création Artistique au Ministère de la Culture écrira alors à propos de Bernard Duvert : « Son Écriture semble être parvenue à une incontestable Maîtrise dans ses recherches..., à un point fort. Une œuvre qui lui est incontestablement propre et dont l’ensemble comme chaque détail s’inscrit dans ce que la modernité peut apporter de pertinent. »
En 1999, il publie son premier recueil de textes aux Éditions de la Différence, intitulé Offices de nuit, recueil de poèmes. Son œuvre oscillera toujours entre un élan mystique, surréaliste, caricatural et rebelle. Il publiera, toujours aux Éditions de la Différence, Livre d’or (en 2001), Icônes (en 2003), Maxi-Maxou (en 2004), Rose soutane (en 2006), et son premier roman Le Calice des secrets en 2017. Dramaturge, il écrit également trois pièces satyriques non encore publiées, La Papesse, La Fin du monde et Les Nonnes.
En 2000, il fonde la Fraternité Max Jacob - École d’Art et de Spiritualité, qui reprendra le vœu de Max Jacob et cette notion du Sacré pour la conduire à une forme critique aboutie. Bernadette Lafont, rencontrée en 1991 grâce à Bengt Lindström, deviendra la marraine de la Fraternité et participera aux hommages qui sont rendus à l’occasion de la mort du poète chaque 5 mars devant le 7 de la rue Ravignan (Paris 18e). 
À partir de 2006, il partage sa vie entre Paris et le sud-ouest de la France où il installe son nouvel atelier. Son style pictural est de plus en plus épuré, assuré et pourrait d’une certaine manière s’apparenter à l’art du vitrail, tant il devient lumineux.  
Il crée le Church Art qui est un mouvement artistique aussi bien dans les arts plastiques que ceux de la musique, la littérature et la poésie, à contre sens de tout ce qui détermine l’art religieux lorsqu’il se soumet à des canons règlementaires. Proche des mouvements critiques, gnostiques, cabalistiques et apocryphes, il manifeste un esprit du Sacré sans pour autant être religieux. On pourrait aussi le classer dans le genre caricaturiste. 
En 2015, Madame Anne Hidalgo, Maire de Paris, lui décerne la Médaille Grand Vermeil de la Ville de Paris pour l'ensemble de son œuvre.
Il se lie d’amitié avec un certain nombre d’artistes, dont Bernadette Lafont, Michel Fau, Jean-Claude Dreyfus, Andréa Ferréol pour ne citer qu’eux.
En 2022, deux de ses Nouvelles sont enregistrées, Bouquet final et L'urinoir, avec les acteurs Andréa Ferréol et Michel Fau, sur une musique d'Erik Feller, et publiées en livre CD audio aux Editions Artys.
En 2024, sortie du film Bernard Duvert, l'Esprit souffle où il veut de la réalisatrice Nathalie Vannereau (Les Films du Rhizome) avec la participation des acteurs  Andréa Ferréol, Michel Fau et Jean-Claude Dreyfus, mais également des personnalités comme la journaliste Arlette Chabot, Mgr Jacques Gaillot, Hélène Nougaro (épouse de Claude Nougaro), l'ancien Ministre de l'Intérieur Daniel Vaillant, Gilles Colliard, Christophe Ghristi... La musique du film est composée par Erik Feller.
En 2025, le film Bernard Duvert, l'Esprit souffle où il veut de la réalisatrice Nathalie Vannereau (Les Films du Rhizome) a été sélectionné au MIFAC (Marché International du Film sur les Artistes Contemporains) à Angoulême et présenté fin mars lors de ce festival.

## Œuvres
Son orientation littéraire et picturale le fait appartenir à la famille des auteurs et artistes tels que Marcel Jouhandeau, J-K Huysmans, Claude-Michel Cluny, François Augiéras, Michel Journiac, il demeure un artiste chrétien, mystique et catho-libre, selon son expression.
Il reste que l’ensemble de son œuvre offre une emblématique de l’art iconoclaste chrétien du XXIe siècle.

### Œuvres écrites
- Offices de nuit[3], textes, Éditions de La Différence, 1999
- Livre d’or[4],[5], récit, Éditions de La Différence, 2001
- Icônes[6],[7], album, Éditions de La Différence, coll. "Les irréguliers", 2003
- Maxi-Maxou[8], récit, Éditions de La Différence, 2004
- Rose soutane[9], essai, Éditions de La Différence,  coll. "Discordance", 2006
- Sagrada[10], livre d’art, Éditions Colorpress, 2011
- Joaquim Vital, esquisses pour un portrait[11], collectif/témoignages, Éditions de La Différence, 2011
- Sagradesque[12], livre d’art, Éditions Artys, 2013
- Montauban, regard de peintre[13],[14],[15], livre d’art, Éditions Artys,  coll. "Regard de peintre", 2013
- Caussade, regard de peintre[16], livre d’art, Éditions Artys, coll. "Regard de peintre", 2013
- Max Jacob, histoires sans paroles[17], monographie, Éditions Artys, 2014
- Les Corridas d’Elga[18], nouvelle, Éditions Artys, 2016
- Le Calice des secrets[19],[20],[21],[22],[23],[24], roman, Éditions de La Différence, 2017
- Notre-Dame au bûcher[25], récit, Éditions Artys, 2019
- L'incendie de Notre-Dame, l'œuvre peint[26], album/catalogue, co-édition : Éditions Artys/Galerie Hélène Nougaro, 2021
- François Augiéras, les gravités célestes[27],[28], essai, Éditions Artys, 2021
- Max Jacob, le vrai procès de béatification[29], pamphlet, Éditions Artys, 2022
- Bouquet final / L'urinoir[30], nouvelles, lues par Andréa Ferréol et Michel Fau et mise en musique par Erik Feller, éditées en livre CD audio, Éditions Artys, 2022
- Notre-Dame de Paris, Couleurs Cathédrale, l'œuvre peint[26], album/catalogue, Éditions Artys, 2024
- OEuvres théâtrales : La Papesse, Les Nonnes, La Fin du Monde,  théâtre, Éditions Artys, 2025

### Œuvres peintes
Le style Duvert dégage des personnages qu’il peint, une énergie thérapeutique extraite de caricatures fortement coloristes. Le dessin se reconnaît à ses formes allongées qu’il saisit dans l’image du cyprès, lors d’un séjour en Provence. À partir de là, il y a dans cet allongement des lignes quelque chose de phallique et griffé au peigne, dont le motif s’imprègne avec obsession et déterminisme. 
Le choix des retables comme support et des sujets à dominante « religieuse » n’est pas sans le distinguer de tout ce qui a pu être fait dans le domaine de l’Art Sacré, donnant une direction nouvelle à l’espace sacral, au-delà de toutes certitudes dogmatiques.
Bernard Duvert se caractérise particulièrement par une collection importante et remarquée sur la cathédrale Notre-Dame de Paris (plus d'une centaine d'oeuvres), et plus spécialement lors de l'incendie de Notre-Dame en 2019. À partir de cet événement, il réalisera plus d'une trentaine de toiles y étant consacrées, et dont certaines sont représentées dans son récit Notre-Dame au bûcher (Éditions Artys). Une grande partie de cette collection a été exposée en juin 2021 à la Galerie Hélène Nougaro à Paris,,,,. Un catalogue de l'exposition intitulé "L'incendie de Notre-Dame, l'œuvre peint" a été publié aux Editions Artys à cette occasion.
A l'occasion de la réouverture de Notre-Dame de Paris, la collection des oeuvres de Bernard Duvert sur la cathédrale a été exposée en décembre 2024 à la Mairie du 5e à Paris. On pouvait y admirer sur deux niveaux une grande rétrospective avec ses oeuvres de jeunesse sur Notre-Dame ainsi que toute sa collection sur l'incendie,. Un catalogue de l'exposition intitulé "Notre-Dame de Paris, Couleurs Cathédrale, l'œuvre peint" a été publié aux Editions Artys à cette occasion.

#### Principales expositions
- 1975 : Palais Episcopal, Cortone (Italie)
- 1990 : Galerie Castiglione – Paule Lardé[41], Paris
- 1991 : La Chantrerie, Cahors
- 1993 : Galerie Gastaud & Caillard, Paris
- 1994 : Centre Culturel de l’Aérospatiale, Toulouse
- 1996 : Galerie Horizon, Marseille
- 1998 : Chapelle de l’Hôpital Laënnec, Paris
- 2001 : « La lumière des Retables », Crypte du Martyrium de Saint Denis, Paris
- 2003 : « Les Nouvelles Icônes »[7], Galerie Benchaïeb, Paris
- 2004 : « Cathédrale de Lumière – Icônes », Musée du Cloître, Tulle
- 2008 : « Initiation à la lumière »[42], Espace Bouquières, Toulouse
- 2009 : Galerie Adrienne Lebrun, Salon des Antiquaires – Quai Branly, Paris / Exposition de groupe
- 2011 : « Couleurs en fête »[43],[44],[45] avec Kaj-Ficaja, Temple, Caussade, en hommage à Bengt Lindström.
- 2012 : « Mythes et Sacré »[46],[47],[48],[49],[50] avec la sculptrice Nisa Chevènement, Musée Ingres, Montauban
- 2013 : « Regards de peintre »[51], Hall d’Honneur du Conseil Général de Tarn-et-Garonne, Montauban.
- 2015 : « Confessions publiques »[52], Galerie L'Archétype, Caussade
- 2015 : Galerie Serventi[53], Toulouse
- 2021 : « L'incendie de Notre-Dame », Galerie Hélène Nougaro, Paris
- 2023 : Aux Flâneries d'Art Comporain (exposition totems et toiles sur Notre-Dame de Paris) à Aix-en-Provence
- 2024 : "Notre-Dame de Paris, Couleurs Cathédrale", Mairie du 5e arrondissement, Paris

#### Collections publiques
- 1992 : Ville de Paris